# 金塊争奪
『金塊争奪』（きんかいそうだつ、Haunted Gold）は、プレコード時代のアメリカ合衆国で制作された1932年の映画で、マック・V・ライトが監督し、ジョン・ウェインが主演した西部劇映画。この作品は、ケン・メイナードと彼の馬ターザン (Tarzan) が主演した1928年の映画『爆撃乱闘 (The Phantom City)』のリメイクである。
ハリウッドに映画制作倫理綱領（ヘイズ・コード）が導入される2年前に制作された作品であり、黒人の登場人物クラレンス (Clarence) に関わるいくつもの人種差別的な表現などが含まれている。クラレンスは、ハリー・ウッズが演じるライアンから「ダーキー (Darkie)」や「サンボ (Sambo)」と呼ばれ、ギャングたちには「スイカのアクセント (the watermelon accent)」で喋る奴だと言われる。ウェインが演じる主人公メースンも、ある場面でクラレンスを「ボーイ (boy)」と呼ぶ。

## あらすじ
ジョン・メースンとジャネット・カーターは、それぞれ手紙に呼び寄せられ、廃坑となって久しい金鉱山サリー・アン鉱山を訪れ、知り合う。二人の父たちは、何十年も前にこの鉱山を共同で開発していた。やがて悪漢ジョー・ライアンもここへ来るが、彼の父はかつて金鉱の権利書を不法に奪っていた。ジョンとジャネットは権利書を取り戻そうとするが、亡霊の仕業とされる現象が次々と起きる。

## キャスト
- ジョン・ウェイン - ジョン・メースン (John Mason)
- シーラ・テリー（英語版） - ジャネット・カーター (Janet Carter)
- ハリー・ウッズ - ジョー・ライアン (Joe Ryan)
- アーヴィル・アルダーソン（英語版） - トム・ベネディクト (Tom Benedict)
- オットー・ホフマン（英語版） - ベネディクトの召使いサイモン (Simon - Benedict's Servant)
- マーサ・マトックス（英語版） - ハーマン夫人 (Mrs Herman)
- ブルー・ワシントン - クラレンス・ワシントン・ブラウン (Clarence Washington Brown)
- デューク (Duke) - ジョン・ウェインの馬